# Oli Sierra del Moncayo
Sierra del Moncayo és una Denominació d'Origen d'oli d'oliva verge extra compresa a les comarques de Tarassona i el Moncayo i Camp de Borja, a l'oest de la província de Saragossa (Aragó). Amb més de 2.500 hectàrees d'oliveres i un total de 35 municipis la producció mitjana anual ascendeix a més de 4,0 milions de quilos d'oliva. La seu del Consell Reguladores troba a Magallón i controla la producció d'uns 2.500 petits olivicultores de la zona. Les dues varietats principals són la Empeltre i la Arbequina. També tenen una presència minoritària les varietats Negral, Royal i Verdial.